# 中華民國陸軍化學兵第三三群
陸軍化學兵第三三群（英語：33rd Chemical Group），又稱為陸軍三三化學兵群，為中華民國陸軍駐守於臺灣桃園市中壢區的化學兵群級部隊，編配在陸軍第六軍團指揮部。

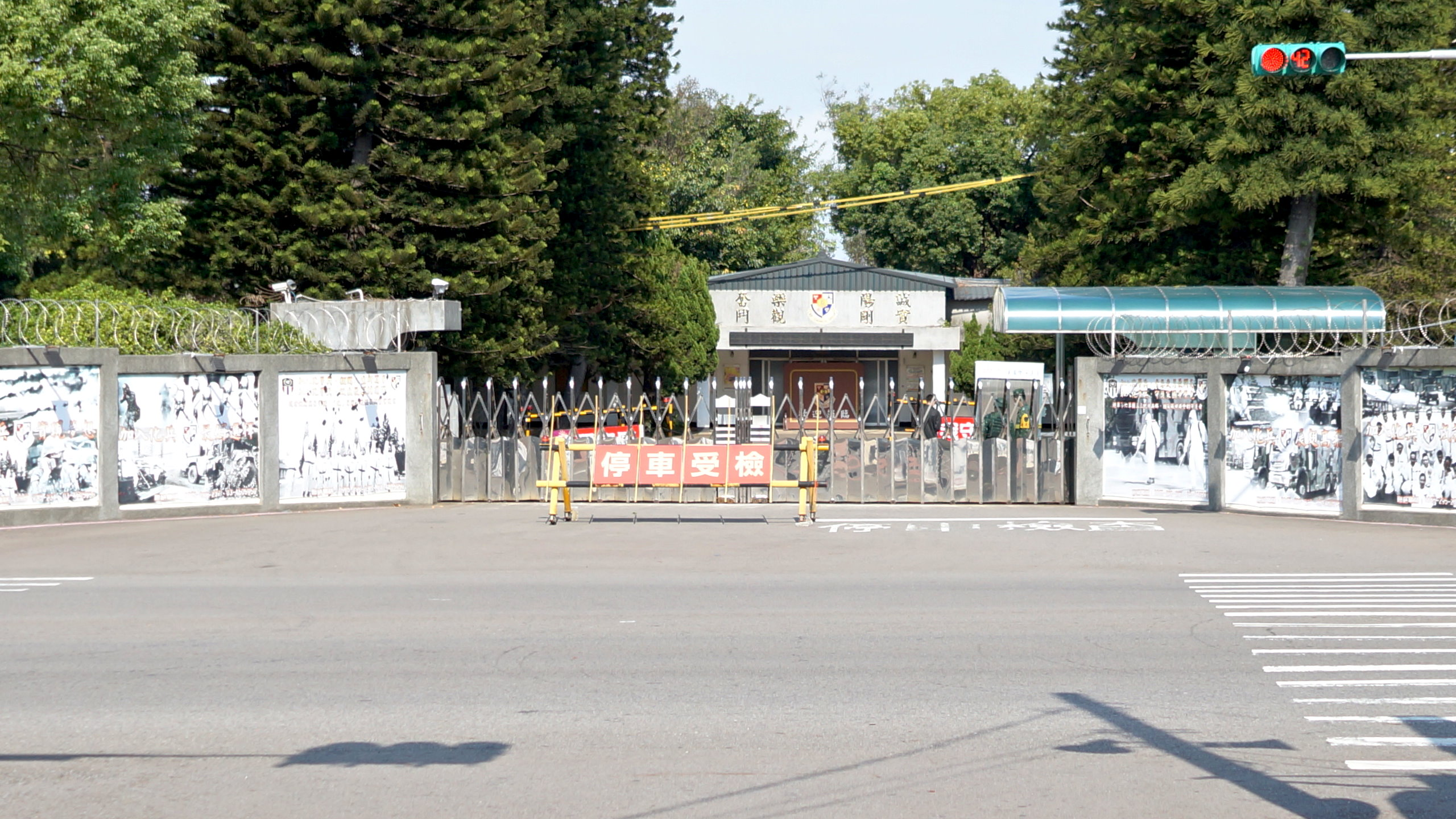
陸軍化學兵第三三群營區大門

## 任務

### 協助臺灣新冠肺炎消毒
因臺北市萬華區發生嚴重特殊傳染性肺炎群聚衍生感染事件，2021年5月16日，陸軍化學兵第三三群和臺北市政府環境保護局共同實施萬華區第二波消毒。